# Киблиз
Киблиз (фр. Cublize) насеље је и општина у источној Француској у региону Рона-Алпи, у департману Рона која припада префектури Вилфранш сир Саон.
По подацима из 2011. године у општини је живело 1255 становника, а густина насељености је износила 80,66 становника/km². Општина се простире на површини од 15,56 km². Налази се на средњој надморској висини од 404 метара (максималној 805 m, а минималној 430 m).

## Демографија
| 1962. | 1968. | 1975. | 1982. | 1990. | 1999. | 2011. |
| ----- | ----- | ----- | ----- | ----- | ----- | ----- |
| 934   | 1.021 | 928   | 948   | 984   | 1.047 | 1.255 |

График промене броја становника у току последњих година